# Катериничі (село)
Катери́ничі —  село в Україні, у Львівському районі Львівської області. Населення становить 198 осіб (01.01.2025). Орган місцевого самоврядування — Комарнівська міська рада.

## Населення
За даними Всеукраїнського перепису населення 2001 року, у селі мешкало 232 особи.